# Margaretville
Margaretville ist ein Village im Delaware County, New York, Vereinigte Staaten. Im Jahr 2010 hatte der Ort 596 Einwohner.
In Margaretville wuchs der Mediziner Orvan Hess auf. Dieser war der Entwickler des Kardiotokografie und einer der ersten Ärzte, die erfolgreich Patienten mit Penicillin behandelten.
Der 2000 entstandene Spielfilm You Can Count on Me wurde teilweise hier gedreht.

## Geographie
Das Village of Margaretville liegt vollständig innerhalb der Town of Middletown, am Rand des Catskill Park und am East Branch Delaware River. Nach den Angaben des United States Census Bureaus hat das Village eine Gesamtfläche von 1,8 km², alles davon entfällt auf Land.

## Geschichte
1708 teilte Anne von England mit dem Hardenburgh Patent das Land Johannes Hardenbergh und dessen Begleitern zu. Robert R. Livingston teilte 897 km² davon zwischen seinen Familienmitgliedern auf. 1763 erhielt Harmanus DuMond von Livingston "gegenüber von Margaretville" 75 Acre.
Eine Karte von Will Cockburn aus dem Jahr 1765 zeigt eine Straße von Marbletown nach Pakatakan, in der Nähe der heutigen Orte Margaretville und Arkville. In den 1770er Jahren entrichteten die damaligen Siedler "einhundertneunundvierzig Pfund Sterling und 19 Schillinge" für das Land an Indianer. Im Juni 1778 überfiel eine von Joseph Brant geführte gemeinsame Truppe aus Engländern und Indianern das Gebiet am East Branch des Delaware Rivers, einschließlich Margaretville. Am 26. August 1778 wurde das Gebiet vollkommen evakuiert, die Siedler wurden von den Indianern aus dem Tal vertrieben. Es war in dieser Gegend, in der Tom Quick und Timothy Murphy für ihre Tötungen von Indianern berühmt wurden. 1779 erhielt Livingstons Schwester die Parzelle Nummer 39. Diese heiratete Morgan Lewis. Das Ehepaar hatte eine Tochter mit dem Namen Margaret.
Nach dem Unabhängigkeitskrieg kehrten die Siedler 1784 zurück. Ignos DuMond, ein Neffe von Harmanus DuMond war 1784 der erste Siedler in dem heutigen Ort Margaretville. Er verkauft sein Land später für 100 US-Dollar an John Tompkins, der dann die erste Sägemühle erbaute. 1820 wurde das alte steinerne Schulhaus in Dunraven erbaut. 1831 eröffnete Orson M. Allaben eine Arztpraxis. Allaben war im Juni 1848 auch der erste Postmeister, als Margaretville zu einer Poststation gemacht wurde. Das Postamt war damals nur ein kleiner Anbau an den Laden eines G.G. Decker. 1850 erhielt der Ort zu Ehren von Margaret Lewis (der Enkelin Livingstons) den Namen Margaretville. Zuvor war der Ort als Middletown Center bekannt. Der Ort ist eine der ältesten Siedlungen im Delaware County. Am 8. Mai 1875 wurde Margaretville als Village inkorporiert.
William H. Wells gründet 1884 eine Zeitung, den Margaretville Messenger. 1904 erwarb Clarke A. Sanford die Zeitung und änderte den Namen in Catskill Mountain News. Sanfords Kolumne als Herausgeber trug den Namen „Mountain Dew“ und erschien bis in die 1960er Jahre. Die Delaware and Eastern Railroad (die spätere Delaware and Northern Railroad) wurde 1905 gebaut. Der Eisenbahnverkehr wurde in den 1940er Jahren wieder eingestellt. Sanford brachte 1907 das erste Auto, einen Pope-Toledo, nach Margaretville. 1922 erbaute er das Galli-Curci Theatre an der Main Street, das er nach der Sängerin Amelita Galli-Curci benannte. 1925 zog der Arzt Gordon Bostwick Maurer nach Margaretville und sein Haus entwickelte sich zu einem Krankenhaus. Das Margaretville Hospital wurde im Oktober 1930 gegründet und am 13. Januar 1931 eröffnet. Maurer leitete es bis zu seinem überraschenden Tod 1938.
1939 wurde eine zentrale Schule eingerichtet, mit der mehrere kleinere Schulhäuser in der Gegend zusammengefasst wurden. Das Krankenhaus wurde 1944 und nochmals 1947 erweitert. Als New York City das Pepacton Reservoir erbauen ließ, wurden die betroffenen Grundstücke enteignet. Auch die District 10 School hätte abgebrochen werden sollen, blieb aber davon aufgrund rechtlicher Probleme verschont. Der Staudamm wurde 1954 fertig und die Ortschaften Arena, Union Grove, Shavertown und Pepacton wurden im Laufe des nächsten Jahres überflutet. Das Projekt machte sich mit einem Rückgang in Margaretvilles Handel bemerkbar, andererseits erhielt der Ort ein Abwassernetz. Der Neubau des Margaretville Memorial Hospital ersetzte das ältere Krankenhaus 1969.

## Demographie
Zum Zeitpunkt des United States Census 2000 bewohnten Margaretville 643 Personen. Die Bevölkerungsdichte betrug 354,0 Personen pro km². Es gab 350 Wohneinheiten, durchschnittlich 192,7 pro km². Die Bevölkerung Margaretvilles bestand zu 97,9 % aus Weißen, 0,47 % Schwarzen oder African American, 0,16 % Native American, 0,78 % Asian, 0 % Pacific Islander, 0 % gaben an, anderen Rassen anzugehören und 0,62 % nannten zwei oder mehr Rassen. 0,93 % der Bevölkerung erklärten, Hispanos oder Latinos jeglicher Rasse zu sein.
Die Bewohner Margaretvilles verteilten sich auf 278 Haushalte, von denen in 21,9 % Kinder unter 18 Jahren lebten. 38,5 % der Haushalte stellten Verheiratete, 9,7 % hatten einen weiblichen Haushaltsvorstand ohne Ehemann und 49,6 % bildeten keine Familien. 45,7 % der Haushalte bestanden aus Einzelpersonen und in 25,9 % aller Haushalte lebte jemand im Alter von 65 Jahren oder mehr alleine. Die durchschnittliche Haushaltsgröße betrug 1,99 und die durchschnittliche Familiengröße 2,78 Personen.
Die Bevölkerung verteilte sich auf 19,3 % Minderjährige, 3,0 % 18–24-Jährige, 20,8 % 25–44-Jährige, 22,1 % 45–64-Jährige und 34,8 % im Alter von 65 Jahren oder mehr. Der Median des Alters betrug 50 Jahre. Auf jeweils 100 Frauen entfielen 69,7 Männer. Bei den über 18-Jährigen entfielen auf 100 Frauen 69,1 Männer.
Das mittlere Haushaltseinkommen in Margaretville betrug 27.500 US-Dollar und das mittlere Familieneinkommen erreichte die Höhe von 37.188 US-Dollar. Das Durchschnittseinkommen der Männer betrug 32.500 US-Dollar, gegenüber 26.016 US-Dollar bei den Frauen. Das Pro-Kopf-Einkommen belief sich auf 15.437 US-Dollar. 16,5 % der Bevölkerung und 12,1 % der Familien hatten ein Einkommen unterhalb der Armutsgrenze, davon waren 21,0 % der Minderjährigen und 15,4 % der Altersgruppe 65 Jahre und mehr betroffen.